# Стремоухов, Пётр Николаевич
Пётр Никола́евич Стремоу́хов (1823—1885) — русский дипломат и государственный деятель, директор Азиатского департамента.

## Биография
Родился в 1823 году; происходил из старинного дворянского рода Стремоуховых.
В 1842 году с 3-й серебряной медалью окончил Царскосельский лицей; был выпущен чином IX класса и поступил на службу в Азиатский департамент МИДа. Служил в департаменте до 1856 года, когда был назначен генеральным консулом в Рагузе. В 1858 году вернулся в департамент; служил начальником отделения, вице-директором (1861—1864) и директором (1864—1875).
В 1863 году император Александр II пожаловал Стремоухова званием камергера.
С 27 ноября 1861 года — действительный статский советник, с 1 января 1866 года — тайный советник.
В 1875 году, в связи со смертью В. И. Вестмана, исполнял должность товарища министра иностранных дел. В том же году, 2 декабря вышел в отставку с производством в действительные тайные советники.
Умер 24 апреля (6 мая) 1885 года в имении Фитиж Курской губернии.

## Награды
российские
- орден Св. Анны 2-й ст. с императорской короной (1858)
- орден Св. Владимира 3-й ст. (1860)
- орден Св. Станислава 1-й ст. (1864)
- орден Св. Анны 1-й ст. (1867)
- орден Св. Владимира 2-й ст. (1869)
- орден Белого Орла (1871)
- Св. Александра Невского (1873)

иностранные
- персидский орден Льва и Солнца 1-й ст. (1862)
- турецкий орден Славы 1-й ст. (1865)
- черногорский орден Князя Даниила I 1-й ст. (1865)
- греческий орден Спасителя, большой крест (1867)
- турецкий орден Меджидие 1-й степени (1871)
- австрийский орден Железной короны 1-й степени (1872)
- прусский орден Красного орла 1-й степени (1873)
- портрет Шаха персидского, украшенный бриллиантами (1873)
- австрийский орден Леопольда (1874)
- французский орден Почётного легиона, большой офицерский крест (1874)
- итальянский орден Святых Маврикия и Лазаря, большой крест (1875)

## Семья
Сыновья:
- Николай (1861—1938) — генерал-лейтенант Генерального штаба.
- Пётр (1865—1951) — государственный деятель, сенатор.